# 九州云箭
九州云箭（北京）空间科技有限公司，简称九州云箭，是一家中华人民共和国火箭发动机公司。主要产品有“凌云”和“龙云”液氧甲烷发动机。九州云箭成立于2017年。總部位於北京，在安徽蚌埠擁有火箭发动机制造基地。